# 兴夫传
《兴夫传》，是在朝鲜民间传说的基础上加工成书的小说，与《沈清传》、《春香传》一起被称为朝鲜三大古典名著。

## 故事概要
兴夫和孬夫是兄弟。贪婪的孬夫霸占了遗产后，把兴夫赶出了家门。由于受不了饥饿，被赶出门的兴夫前往孬夫家求米，却遭到一顿打。
兴夫心地善良救活了一只摔伤的小燕子。小燕子为了报恩，衔来一粒葫芦种子给兴夫。兴夫从结出的葫芦里得到大量的金银财宝和一座富丽堂皇的房舍。财迷心窍的孬夫得知后故意折断了燕子的腿，然后再为它医治。结果孬夫不仅没能得到金银财宝，还落得倾家荡产，身无分文。